# ハゲネ

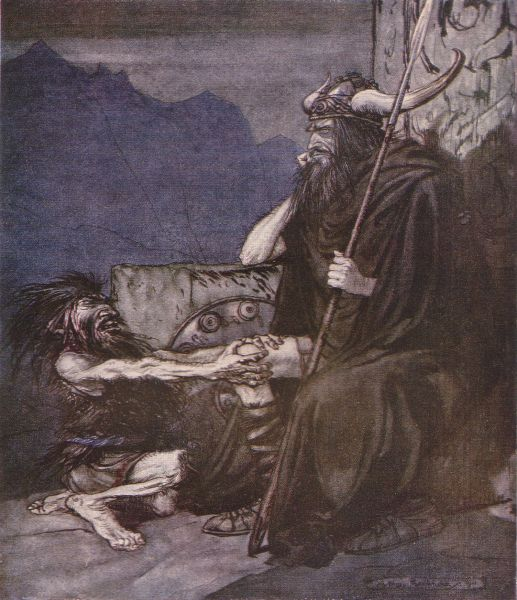
ワーグナーの楽劇『神々の黄昏』の一場面、ハーゲン（ハゲネに相当）に話しかけるアルベリッヒ。アーサー・ラッカム画

ハゲネ（Hagen、Högni、Hogni）は、ブルグント族の戦士。しばしばグンテル王と半血の兄弟とされることがある。

## 概要
『ニーベルンゲンの歌』においては「トロニエのハゲネ」と呼ばれている。おそらく、「トロニエ」はヘントを意味すると考えられている。ドイツの伝承によれば、ハゲネは残酷で、執念深く凶暴な人物として描写される。また、『シズレクのサガ』では、ハゲネは完全な人間ではなく、エルフの血をひくとされる。これらの物語において、ハゲネはシグルズと狩猟に出かけた際、シグルトの弱点をついて謀殺している。このような人物像はワーグナーの『ニーベルングの指環』においても見ることができ、ハゲネは黄金の指輪を盗みだすためにジークフリートを殺している。北欧の伝承では、ハゲネはホグニという人物と同一視されており、シグルズ（ジークフリートに相当する）を殺す役目はグンナルとホグニの弟であるグットルムのものになっている。もっとも、グットルムをけしかけてシグルズを殺させたのはホグニやグンナルである。
ドイツの伝承では、グンテルとハゲネはニーベルング族で最後まで生き残った人間である。ハゲネはグンテルが生きている限り、ニーベルングの財宝が隠してある場所を明らかにすることを拒んだ。そしてグンテルが殺されても、やはり秘密を漏らすことはなかった。また、北欧の伝承ではグンナルの方がホグニの生きている間は秘密を言うことを拒否しており、これによってホグニは殺されている。